# Uso de túneles en combate

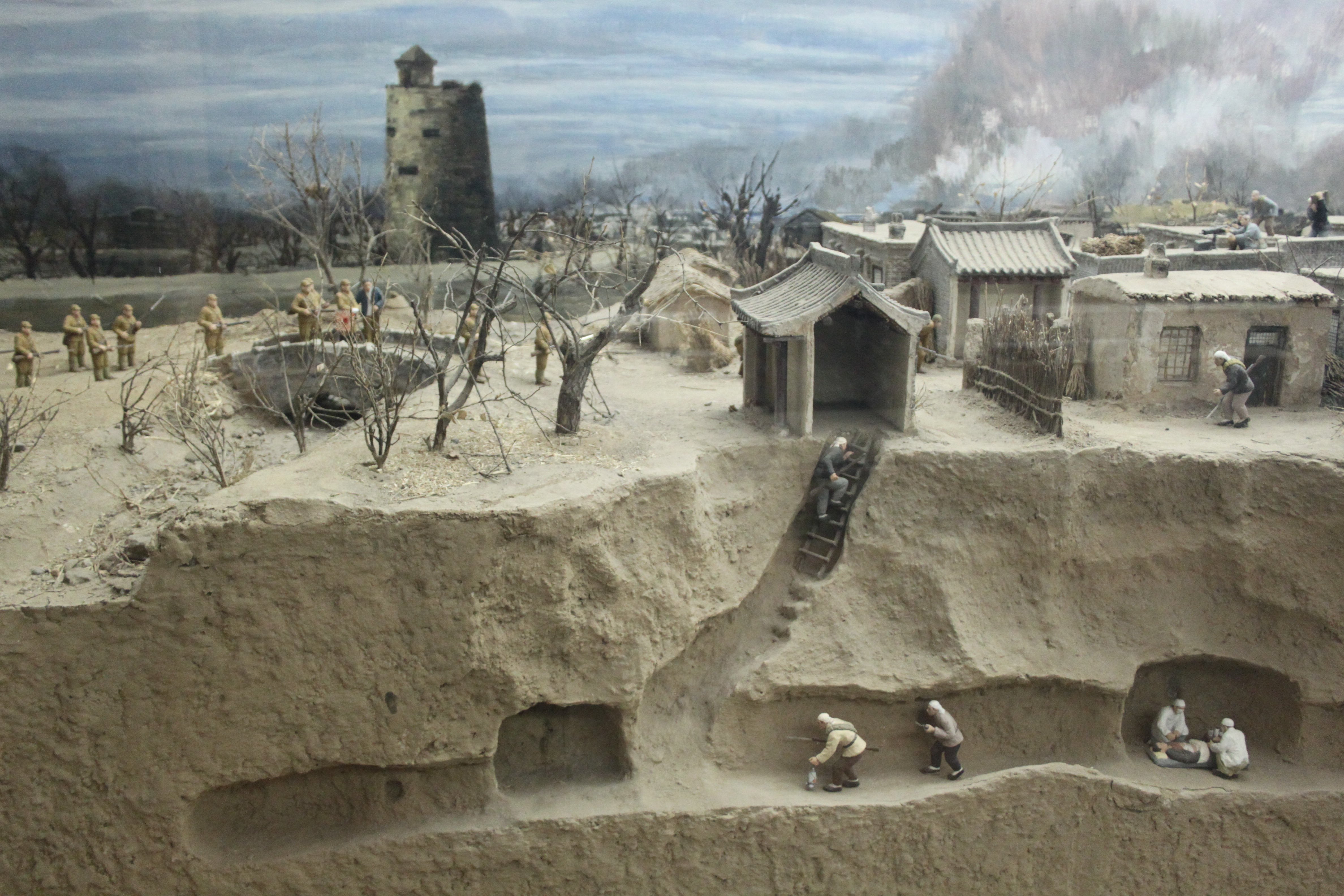
Diorama de túneles defensivos excavados durante la segunda guerra sino-japonesa

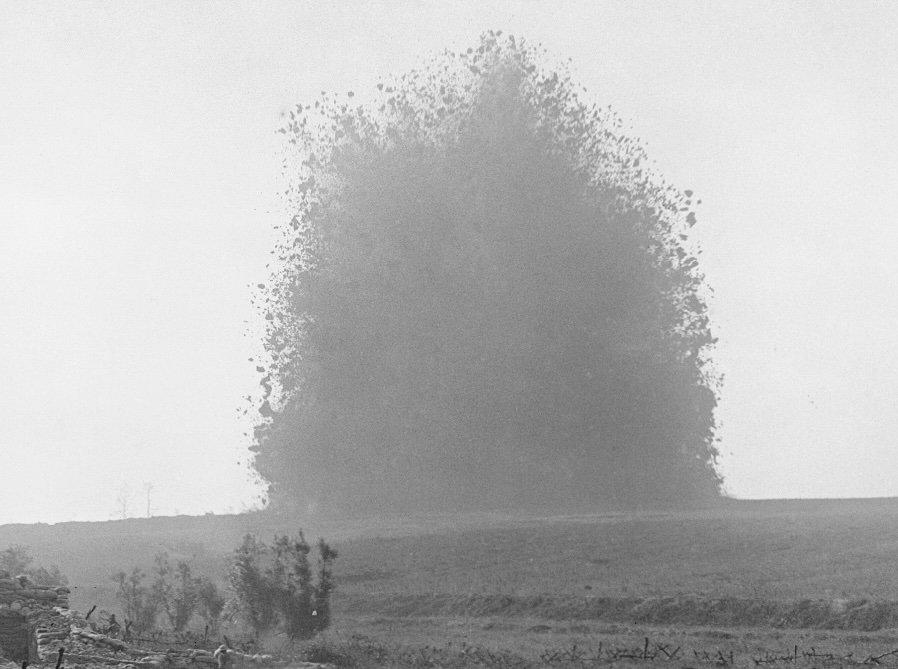
Explosión de la mina debajo del reducto Hawthorn Ridge en el frente occidental durante la Primera Guerra Mundial (1 de julio de 1916).

La guerra de túneles implica que la guerra se lleva a cabo en túneles y otras cavidades subterráneas. A menudo incluye la construcción de instalaciones subterráneas para atacar o defender, y el uso de cuevas naturales e instalaciones subterráneas artificiales existentes con fines militares. Los túneles pueden usarse para socavar fortificaciones y deslizarse hacia territorio enemigo para un ataque sorpresa, mientras que pueden fortalecer una defensa creando la posibilidad de emboscadas, contraataques y la capacidad de transferir tropas de una parte del campo de batalla a otra sin ser vistos y protegidos. Además, los túneles pueden servir como refugio contra los ataques enemigos.
A veces se encuentran asociados a situaciones de combate urbano, ya que es usual encontrar túneles en ciudades y zonas urbanas como parte de sistemas de drenaje, distribución de potencia eléctrica o telefonía. Los túneles pueden ser utilizados para penetrar en fortificaciones, aunque también se los puede usar como parte de un sistema de defensa generando la posibilidad de emboscar, contraatacar y la posibilidad de transferir tropas de manera protegida desde una posición en el campo de combate a otra sin que el enemigo lo note. 
A causa de su naturaleza los túneles limitan el campo de tiro y por lo tanto las tropas establecidas en un túnel suelen ofrecer pocas áreas expuestas al fuego enemigo o visibles. También pueden formar parte de un gran laberinto y contar con cul-de-sacs y escasa iluminación que puede crear un entorno símil nocturno.

## Historia

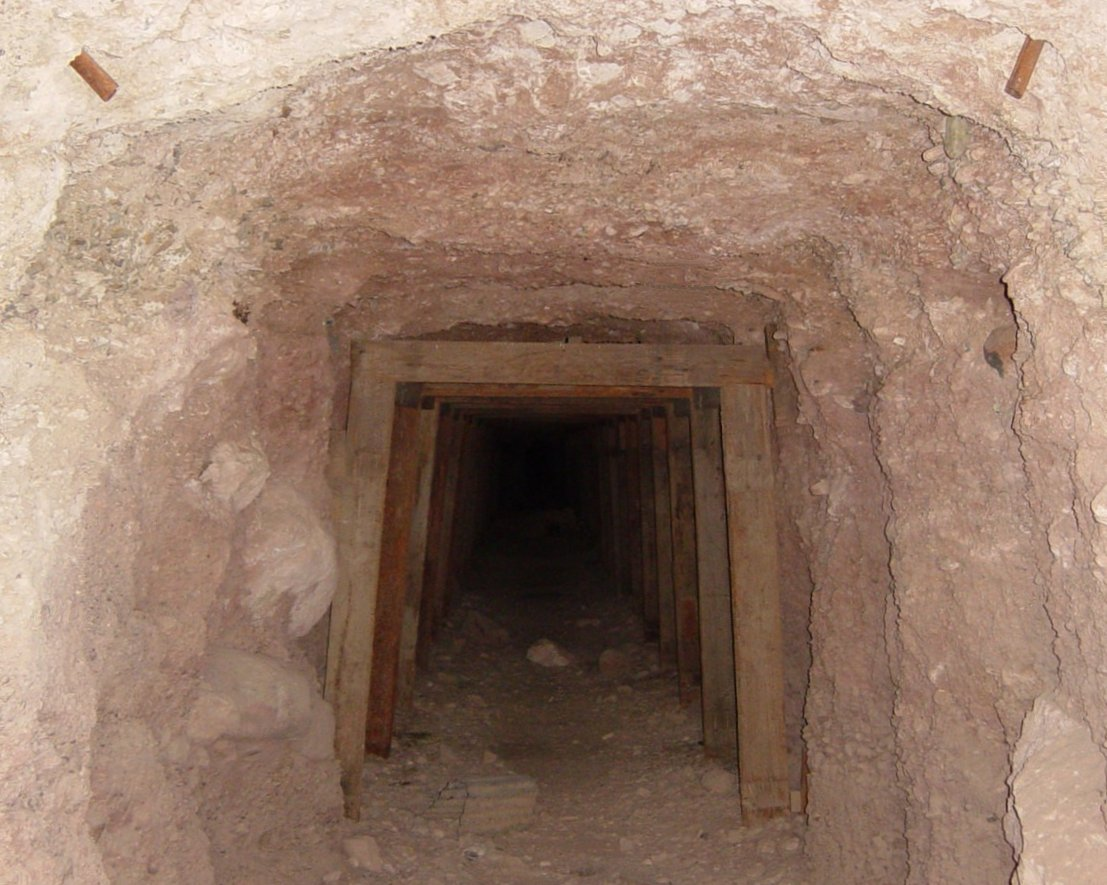
Ejemplo de galería de mina con soporte de techo de madera.

Desde la antigüedad, los zapadores han utilizado la minería en ciudades amuralladas, fortalezas, castillos u otras posiciones militares fuertemente defendidas y fortificadas. Los defensores han cavado contraminas para atacar a los mineros o destruir una mina que amenaza sus fortificaciones. Un cambio importante se produjo en el arte de la guerra de túneles en el siglo XV en Italia con el desarrollo de la pólvora, ya que su uso reducía el esfuerzo necesario para socavar un muro y al mismo tiempo aumentaba la letalidad. Dado que los túneles son comunes en las áreas urbanas, la guerra en túneles es a menudo una característica, aunque generalmente menor, de la guerra urbana. Un buen ejemplo de esto se vio en la Guerra Civil Siria en Alepo, donde en marzo de 2015 los rebeldes colocaron una gran cantidad de explosivos bajo la sede de la Dirección de Inteligencia de la Fuerza Aérea Siria.
Los túneles son estrechos y restringen los campos de tiro; por lo tanto, las tropas en un túnel generalmente tienen sólo unas pocas áreas expuestas al fuego o a la vista en un momento dado. Pueden ser parte de un extenso laberinto y tener callejones sin salida e iluminación reducida, lo que generalmente crea un ambiente de combate nocturno cerrado.

## Victorias famosas con uso de túneles
- Ranzhuang en Hebei
- Jiaozhuanghu (焦庄户) es una villa que derrotó al ejército de Japón (posteriormente inspiró la película Didao Zhan por la República Popular China)
- Túneles de Củ Chi es un complejo de más de 200 km de sistemas de túneles que le permitió durante la guerra de Vietnam a las guerrillas del Vietcong mantener una presencia importante en proximidades de Saigón.